# Новий Гералтув
Новий Гералтув (пол. Nowy Gierałtów, нім. Neu Gersdorf) — село в Польщі, у гміні Строни-Шльонські Клодзького повіту Нижньосілезького воєводства.
Населення — 104 особи (2011).
У 1975-1998 роках село належало до Валбжиського воєводства.

## Демографія
Демографічна структура станом на 31 березня 2011 року:
|          | Загалом | Допрацездатний вік | Працездатний вік | Постпрацездатний вік |
| -------- | ------- | ------------------ | ---------------- | -------------------- |
| Чоловіки | 54      | 12                 | 36               | 6                    |
| Жінки    | 50      | 10                 | 32               | 8                    |
| Разом    | 104     | 22                 | 68               | 14                   |